# 布勒泰内尔
布勒泰内尔（法語：Bouleternère，法語發音：[bultɛʁnɛʁ] ⓘ）是法国东比利牛斯省的一个市镇，属于普拉德区。

## 地理
布勒泰内尔（42°38'59"N, 2°35'12"E）面积10.63 平方千米，位于法国奧克西塔尼大區东比利牛斯省，该省份为法国大陆部分最南部的省份，涵盖了北加泰罗尼亚，北起奥德省，西接阿列日省和安道尔，南与西班牙接壤，东临地中海。
与布勒泰内尔接壤的市镇（或旧市镇、城区）包括：泰特河畔伊耶、圣米歇尔德约特、卡斯法布尔、布勒达蒙、罗代斯。

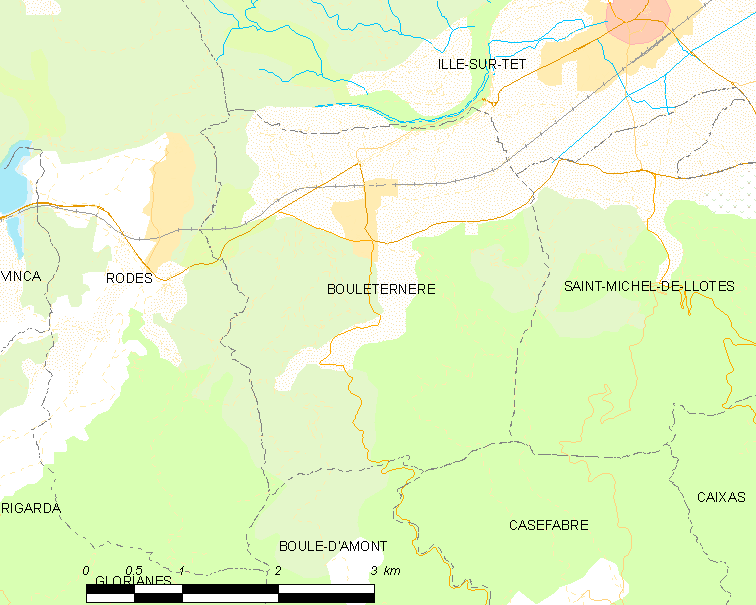
布勒泰内尔的OSM定位图

布勒泰内尔的时区为UTC+01:00、UTC+02:00（夏令时）。

## 行政
布勒泰内尔的邮政编码为66130，INSEE市镇编码为66023。

## 政治
布勒泰内尔所属的省级选区为勒卡尼古县。

## 人口

1962-2008年间布勒泰内尔人口变化图示

布勒泰内尔于2022年1月1日时的人口数量为953人。